# André van Middelkoop

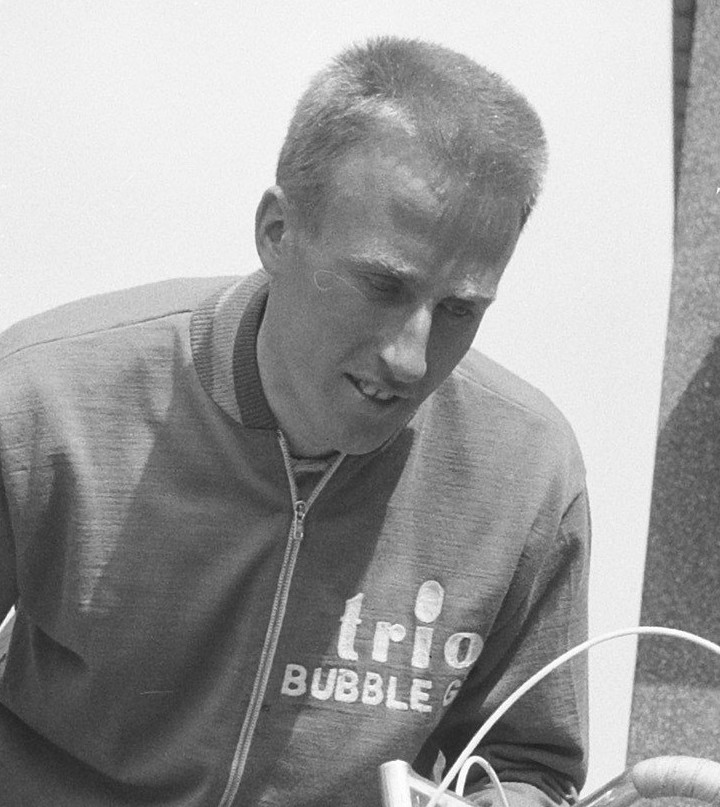
André van Middelkoop (1965)

André van Middelkoop (* 18. Oktober 1940 in Rotterdam) ist ein ehemaliger niederländischer Radrennfahrer. 
Bei den Straßenradsport-Weltmeisterschaften 1964 kam er mit dem niederländischen Straßenvierer im Mannschaftszeitfahren auf den 12. Rang. Sein größter Karriereerfolg war der Sieg bei der zwölften Etappe des Amateur-Etappenrennens Internationalen Friedensfahrt 1965. Anschließend wurde er 1966 Profi, gewann in diesem Jahr das Eintagesrennen Ronde van Zuid-Holland und beendete nach der Saison 1969 seine Karriere.

## Erfolge
1964
- Omloop der Kempen

1965
- eine Etappe Friedensfahrt
- Ronde van Gelderland

1966
- Ronde van Zuid-Holland